# Josnars Baduel
Josnars Adolfo Baduel Oyoque (n. c. 1988) es un venezolano detenido en 2020 y acusado de participar en la Operación Gedeón. Josnars fue imputado con los delitos de «traición a la patria», «terrorismo», «conspiración», «tráfico de armas» y «asociación para delinquir» y sentenciado a 30 años de cárcel en 2024. Durante su reclusión ha sido sujeto a torturas que han empeorado su estado de salud y que requieren de al menos cuatro cirugías.

## Detención
Josnars fue detenido el 4 de mayo de 2020 por fuerzas de seguridad venezolanas. De acuerdo con el Ministerio Público, fue arrestado en Chuao, en el estado Aragua, en el contexto de la Operación Gedeón (una incursión marítima en contra de Nicolás Maduro), pero su hermana Andreína ha declarado que la familia no conoce con seguridad su lugar de detención porque para ese momento Josnars se encontraba bajo resguardo por persecución política.
A Baduel le imputaron los delitos de «traición a la patria», «terrorismo», «conspiración», «tráfico de armas» y «asociación para delinquir» y fue acusado de estar involucrado en el levantamiento contra Nicolás Maduro el 30 de abril de 2019, además de en la Operación Gedeón. Su juicio tardó más de cuatro años, se le negó el derecho a una defensa privada y se le fue impuesta una defensa pública.
Por varios años estuvo recluido en El Helicoide, en Caracas, y fue trasladado a la Cárcel de El Rodeo en abril de 2024. La Misión Internacional de Hechos sobre Venezuela ha documentado en sus reportes que Baduel ha sufrido tortura durante su encarcelamiento, incluyendo golpizas, asfixia por inmersión bajo el agua y con bolsas de plástico, descargas eléctricas en los genitales y suspensión de los brazos. La Misión también documentó que un examen de traumatología y ortopedia realizado en diciembre de 2021 en el Hospital Militar Dr. Vicente Salías Sanoja le diagnosticó una serie de lesiones en el hombro y la rodilla izquierda, que el informe médico determinó que Josnars necesitaba al menos cuatro cirugías, y que la familia ha denunciado que no ha recibido atención médica y que su estado de salud ha empeorado a pesar de encontrarse sano cuando fue detenido. El 22 de mayo de 2024 fue sentenciado a 30 años de prisión, la pena máxima en Venezuela.
En El Rodeo ha permanecido incomunicado desde enero de 2025. Su celda ha tenido una dimensión de 2×2 metros cuadrados, ha tenido acceso al agua por pocos minutos al día, y ha tenido la letrina en el mismo espacio, lo que ha causado otras complicaciones como infecciones, hongos en la piel y diarrea. Josnars esde enero de 2025 Josnars permanece incomunicado, sin que la directiva haya dado una razón justificada. Su hermana ha señalado que de lo poco que han podido saber de él, es que duerme en una celda de , con acceso a unos pocos minutos de agua al día y una letrina en el mismo espacio, lo que ha complicado otros problemas como infecciones, en la piel y diarrea.

## Vida personal
Josnars es hijo de Raúl Isaías Baduel, exministro de la defensa durante la presidencia de Hugo Chávez. Su hermano mayor, Raúl Emilio Baduel Cafarelli, fue detenido en una protesta el 21 de marzo de 2014 en San Jacinto, estado Aragua. Estuvo en El Helicoide hasta 2018, cuando fue excarcelado en el marco de una negociación. Su otra hermana, Andreína Baduel, ha sido activista del Comité por la Libertad de los Presos Políticos (CLIPPVE).